# The Daily Mash
是一家对时事和其它新闻报道提供戏仿评论的英国讽刺网站。《星期日泰晤士報》前时政记者尼尔·拉弗蒂（Neil Rafferty）和《苏格兰人报》前财经版编辑保罗·斯托克斯（Paul Stokes）于2007年创办了这家网站，并且留任主编。两人都通过网站的广告和商品赚取收入，还会聘请自由撰稿人。网站上发表的文章以其荒诞、粪便式的幽默和有见地的政治讽刺获得了好评，被认为与美国的《洋葱报》相比也毫不逊色。

## 历史
于2007年4月由保罗·斯托克斯和尼尔·拉弗蒂两位记者创立。斯托克斯曾是《苏格兰人报》的财经版编辑，并且也为《苏格兰周日报》（Scotland on Sunday）和《每日记录》写文章。拉弗蒂曾担任《星期日泰晤士報》的时政记者，他还为《新闻协会》和《商业》创作稿件，并且是前烟民游说团体的发言人。。该网站最初的灵感来自美国讽刺出版物《洋葱报》，斯托克斯和拉弗蒂看到了英国讽刺出版物的市场差距。两位记者主要都是为苏格兰报社工作，有时会专业针对苏格兰及其文化。
斯托克斯和拉弗蒂从网站上获得了收入，并带领了一小队自由職業作家。网站通过廣告和产品赚取收入，已经成为一个获利颇丰的成功企业。网站明显以上班族为目标观众，为广告商提供了利基机会。花旗集团的雇员曾向和独立出版物报怨公司已经禁止他们访问该网站。网站第一年发表的重点文章已经集结成书出版，书名为（意译为：《笨蛋国家：愚蠢战争的前线报告》），该书一方面受到好评，另一方面也受到缺乏才智，幽默过于粗俗的批评。
一项2008年进行的网上调查显示，这个网站的读者主要包括阅读《獨立報》、《衛報》和《泰晤士报》的大學毕业生。其中65%的年收入在3万英镑以上，22%的年收入超过7万英镑，网站81%的点击率来自英国用户，19%来自美国。

## 反响
提供对时事和其它新闻报导的戏仿评论，被称为英国首屈一指的讽刺新闻网站。网站“讽刺起来无畏无私”，旨在提供与主流讽刺相比不那么政治正确的幽默。网站的幽默还曾获得过诸如“残酷”、“粪便般”、“荒谬”和“无礼”的评价。被认为是美国出版物《洋葱报》在英国的替代品和新兴的竞争对手，其覆盖面与后者相比毫不逊色，并且在有些情况下还被认为要优于后者。除了其中的幽默外，网站还有时被认为很有见地。一些评论家指出，并非所有该网站上的文章都在讽刺方面获得了成功，与其它讽刺作品相比，其内容缺乏语言上的创新。
上的故事有时会得到其它出版物的评论。获得好评的戏仿覆盖范围包括杰里米·克拉克森旨在针对戈登·布朗并得到广泛宣传的攻击性言论，大不列颠代表团奖牌获得者的广告交易，北岩银行的国有化，戈登·布朗与教皇见面和银行家奖金。